# Amphibulus salicis
Amphibulus salicis är en stekelart som beskrevs av Luhman 1991. Amphibulus salicis ingår i släktet Amphibulus och familjen brokparasitsteklar. Inga underarter finns listade i Catalogue of Life.